# František Provazník
František Provazník (født 7. februar 1948 i Prag) er en tjekkisk tidligere roer samt fotograf.

## Rokarriere
Provazník var med i den tjekkoslovakiske firer med styrmand ved OL 1972 i München sammen med Otakar Mareček, Karel Neffe, Vladimír Jánoš og styrmand Vladimír Petříček. I deres indledende heat blev de nummer to, hvilket de også blev i deres semifinale. I finalen var de to tysklandes både bedst, og vesttyskerne vandt guld foran østtyskerne, mens tjekkoslovakkerne hentede bronze.
Ved det sidste EM, i 1973, vandt samme besætning endnu en bronzemedalje.

## Videre karriere
Provazník har siden haft en lang karriere som fotograf i England og Tjekkiet. Han har især arbejdet med portrætfotografering og senest med fotografering af kulinariske motiver.

## OL-medaljer
- 1972:  Bronze i firer med styrmand